# Obwiednia dźwięku

Postać typowej obwiedni ADSR

Obwiednia dźwięku (ang. sound envelope) – w elektronicznych instrumentach muzycznych, a także w programach generujących sztuczny dźwięk, to krótki zapis cyfrowy przebiegu amplitudy syntezowanego dźwięku w czasie.
Obwiednia decyduje o charakterze brzmienia dźwięku. Program lub instrument elektroniczny odtwarza we właściwych momentach (np. po wyzwoleniu sygnału MIDI) obwiednie.
Przy odtwarzaniu brzmienia istniejącego już instrumentu można tworzyć obwiednie analizując cyfrowe zapisy brzmienia instrumentów, jeśli jednak tworzymy własne brzmienie, obwiednią można manipulować dowolnie z poziomu odpowiednich urządzeń czy programów kontrolujących obwiednię.
Obwiednie mają zwykle formę określaną akronimem ADSR:
- Attack – czas narastania amplitudy od zera do poziomu maksymalnego,
- Decay – czas opadania amplitudy od poziomu maksymalnego do poziomu podtrzymania (sustain),
- Sustain – amplituda, poziom podtrzymania (wybrzmiewania),
- Release – czas opadania amplitudy od poziomu podtrzymania do zera (wybrzmiewanie końcowe, zanikanie).